# Dorothy (magyar együttes)
A Dorothy 2011. végén, Gyöngyösön alakult, magyar, női rockzenekar. A lányok egy városban jártak ugyanabba a hangszerboltba, ahol később megismerkedtek, majd pedig elkezdtek közösen dolgozni. A pörgős, néha kemény, könnyen emészthető, dallamos punk-rock zenekar alapító tagjai: Gere Dorottya (Dodo) - ének, basszusgitár, Blahó Brigitta (Brigi) - gitár, Kovács Klaudia (Klo) - dobok. Blahó Brigitta 2020-ban távozott, helyét Balog Anita vette át, aki korábban a Vasmacska zenekarban is megfordult. Közel tíz év után 2021. januárban jelentette be a Dorothy feloszlását a frontember Dodo, ezután I'm Dorothy néven Dodo új tagokkal folytatta a zenélést.
2022. áprilisában megjelent az I'm Dorothy Legyen X című albuma.

## Diszkográfia
- Fejjel lefelé (2014)
- Jobb, ha hozzászoksz! (2015)
- 555 (2016)
- Tessék (2018)
- Legyen X (2022)

## Külső hivatkozások
- A zenekar hivatalos oldala Archiválva 2018. október 17-i dátummal a Wayback Machine-ben
- A zenekar hivatalos Facebook oldala
- A zenekar hivatalos Instagram oldala
- A zenekar hivatalos Youtube csatornája